# Sybra kaszabi
Sybra kaszabi är en skalbaggsart som beskrevs av Stefan von Breuning 1969. Sybra kaszabi ingår i släktet Sybra och familjen långhorningar. Inga underarter finns listade i Catalogue of Life.